# Federación tunecina de baloncesto
La FTB (por sus siglas en francés "Fédération Tunisienne de Basket-Ball") es el organismo que rige las competiciones de clubes y la Selección nacional de Túnez. Pertenece a la asociación continental FIBA África.

## Registros
- 50 Clubes Registrados.
- 1800 Jugadoras Autorizadas
- 3500 Jugadores Autorizados
- 10000 Jugadores NoAutorizados

- Datos: Q1747102